# Avco World Trophy
L'Avco World Trophy, noto anche come Avco Cup, fu il massimo trofeo assegnato alla squadra vincitrice della World Hockey Association (1972-1979). I diritti sul nome del trofeo furono venduti alla Avco Corporation (marchio in origine noto come "Aviation Company"), fornitore del dipartimento della Difesa che acquistò i diritti per promuovere la propria divisione finanziaria. Il trofeo fu spesso preso di mira per la presenza al suo interno uno sponsor, privando così il premio di qualsiasi legame storico e affettivo con i tifosi a differenza della Stanley Cup, il suo equivalente della National Hockey League.

## Storia
Il trofeo fu donato alla nuova lega nel 1972 dalla AVCO Financial Services Corporation con un contratto di sponsorizzazione pari a circa mezzo milione di dollari. Per la prima volta il principale trofeo una lega professionistica nordamericana portò il nome di una azienda privata. Esistono tre trofei Avco, tutti conservati in Canada; oltre a quello esposto presso la Hockey Hall of Fame di Toronto gli altri due si trovano a Winnipeg e ad Halifax. Il trofeo fu ufficialmente ritirato al momento dello scioglimento della lega nel giugno del 1979. La squadra ad aver vinto più trofei fu quella dei Winnipeg Jets, capace di vincere tre titoli compreso l'ultimo campionato contro gli Edmonton Oilers di Wayne Gretzky. Gordie Howe con gli Houston Aeros giunse in finale tre volte, vincendo due titoli.
Al termine della stagione inaugurale, vinta dai New England Whalers, il trofeo non era stato ancora realizzato, pertanto al momento dei festeggiamenti sul ghiaccio i giocatori furono costretti a festeggiare con il trofeo vinto nella loro Division.

## Albo d'oro
| Stagione | Campioni         | Finalisti        | Serie |
| -------- | ---------------- | ---------------- | ----- |
| 1973     | NE Whalers       | Winnipeg Jets    | 4-1   |
| 1974     | Houston Aeros    | Chicago Cougars  | 4-0   |
| 1975     | Houston Aeros    | Quebec Nordiques | 4-0   |
| 1976     | Winnipeg Jets    | Houston Aeros    | 4-0   |
| 1977     | Quebec Nordiques | Winnipeg Jets    | 4-3   |
| 1978     | Winnipeg Jets    | NE Whalers       | 4-0   |
| 1979     | Winnipeg Jets    | Edmonton Oilers  | 4-2   |